# Caso della famiglia Sodder
Il caso della famiglia Sodder è stato un fatto di cronaca avvenuto la vigilia di Natale del 1945 nella città statunitense di Fayetteville: la notte del 24 dicembre, un incendio distrusse la residenza della famiglia Sodder, causando l'apparente morte di cinque dei dieci figli, i cui corpi, però, non vennero mai ritrovati. Questo, oltre che diversi strani avvenimenti successi nei giorni precedenti l'accaduto, portarono al diffondersi della teoria per la quale i bambini scomparsi sarebbero in realtà stati rapiti da qualcuno che avrebbe appiccato l'incendio per simulare la loro morte. Tale teoria è stata supportata dai membri superstiti della famiglia Sodder per il resto della loro vita, così come dai loro discendenti.

## La famiglia Sodder
George Sodder nacque con il nome di Giorgio Soddu a Tula (in Sardegna) nel 1895. Emigrò negli Stati Uniti a tredici anni con il fratello maggiore, che successivamente rimpatriò in Italia. In America, Giorgio cambiò il proprio nome in George Sodder; non spiegò mai del tutto le ragioni della sua migrazione.
Sodder trovò lavoro nelle ferrovie in Pennsylvania, trasportando acque e altre forniture ai lavoratori. Dopo qualche anno, accettò un lavoro più stabile come autista a Smithers, in West Virginia; in seguito, aprì una propria compagnia di autotrasporti, inizialmente occupandosi del trasporto di terra nei cantieri edili e successivamente trasportando carbone estratto nella regione. George si sposò nel 1922 con Jennie Cipriani, figlia di un negoziante di Smithers, a sua volta emigrata dall'Italia nell'infanzia.
I Sodder si stabilirono a 3,2 km dal paese di Fayetteville, composto in gran parte da immigrati italiani. Vivevano in una casa di legno a due piani. In qualche anno, l'attività di George prosperò al punto da diventare "una delle famiglie di classe media più rispettabile in circolazione", secondo le parole di un funzionario locale. Ciò nonostante, spesso George veniva alienato dai concittadini a causa delle forti opinioni che esprimeva su molti argomenti; in particolare, ebbe violenti discussioni con altri membri della comunità italoamericana a causa della sua ferma opposizione al dittatore italiano Benito Mussolini.
I Sodder ebbero dieci figli. Il primo nacque nel 1923, mentre l'ultima, Sylvia, nel 1942, stesso anno in cui il secondogenito, Joe (di diciassette anni) lasciò casa per servire nell'esercito durante la seconda guerra mondiale. Mussolini fu deposto e giustiziato nell'aprile 1945, ma le critiche di George al defunto dittatore lasciarono in sospeso degli screzi.

### Eventi antecedenti all'incendio
Nell'ottobre del 1945, un venditore di assicurazioni sulla vita fece visita ai Sodder e, quando venne respinto, minacciò George dicendogli che "la sua casa sarebbe andata in fumo e i suoi figli distrutti", in quanto si sentiva oltraggiato da alcune osservazioni "oscene" che George avrebbe fatto su Mussolini. 
In un'altra occasione, un uomo apparentemente in cerca di lavoro si presentò a casa dei Sodder e si diresse sul retro, dove si trovava George, avvertendolo del fatto che un paio di scatole di fusibili lì presenti "un giorno avrebbero causato un incendio". George rimase perplesso dall'osservazione, in quanto aveva appena fatto rifare l'impianto elettrico della casa e la compagnia elettrica locale aveva affermato che fosse sicuro.
Nelle settimane prima di Natale di quello stesso anno, i figli maggiori dei Sodder notarono una strana macchina parcheggiata lungo la strada principale della città, i cui occupanti osservavano i loro fratelli più giovani mentre tornavano da scuola.

## Incendio del 24 dicembre
Il 24 dicembre 1945, la famiglia Sodder festeggiò insieme la vigilia di Natale. Marion, la figlia maggiore (allora diciannovenne), lavorava in un negozio di alimentari nel centro di Fayetteville e fece una sorpresa a tre delle sorelle minori, Martha (di dodici anni), Jennie (di otto anni) e Betty (di cinque anni), regalando loro dei giocattoli.
Alle 22:00, Martha, Jennie e Betty chiesero alla madre di poter rimanere sveglie più dell'ora prestabilita per giocare con i nuovi regali. La donna acconsentì, a patto che i figli maggiori ancora svegli, Maurice e Louis (rispettivamente di quattordici e nove anni) si ricordassero di far rientrare le mucche e di dar da mangiare alle galline prima di andare a letto. George e i due ragazzi più grandi, John (ventidue anni) e George Jr. (sedici anni), che avevano trascorso la giornata a lavorare con il padre, stavano già dormendo. Una volta ricordato ai bambini le faccende, Jennie portò Sylvia (tre anni) di sopra con sé per coricarsi.
Alle 00:30, il telefono del piano di sotto squillò; Jennie si svegliò e scese a rispondere. Dall'altra parte della cornetta c'era una donna sconosciuta che chiedeva di una persona il cui nome non era familiare a Jennie; di sottofondo si sentivano risate e tintinni di bicchieri, come se ci fosse una festa in corso. Jennie disse all'interlocutrice che doveva aver sbagliato numero e notò la sua "strana risata", dopodiché riattaccò per tornare a letto. Si accorse che le luci erano ancora accese e che le tende non erano tirate, cosa insolita, dal momento che di solito i bambini se ne occupavano quando rimanevano svegli più a lungo dei genitori. Marion si era addormentata sul divano del soggiorno, quindi Jennie pensò che i bambini fossero andati in soffitta, dove dormivano; chiuse le tende, spense le luci e tornò a letto. All'una di notte, Jennie fu nuovamente svegliata da un forte botto, come se qualcosa fosse caduto sul tetto e rotolasse giù; non sentendo altro, si rimise a dormire.
Dopo un'altra mezz'ora, Jennie si svegliò una terza volta nel sentire odore di fumo e scoprì che la stanza adibita a ufficio per George era in fiamme nella zona del telefono e della scatola di fusibili. Jennie svegliò il marito che, a sua volta, destò i loro figli più grandi. Entrambi i genitori e quattro dei loro figli - Marion, Sylvia, John e George Jr. - riuscirono a scappare dalla casa e si misero a chiamare freneticamente i bambini rimasti in casa nella soffitta, senza però ricevere risposta; non potevano raggiungerli perché la scala era già a fuoco. Nel suo primo interrogatorio alla polizia (avvenuto successivamente), John disse di essere salito in soffitta per avvisare i fratelli minori dell'incendio, ma in seguito cambiò versione e disse di averli solo chiamati, senza vederli effettivamente.
Ogni sforzo per trovare aiuto e salvare i bambini si rivelò inaspettatamente complicato: il telefono non funzionava, quindi Marion dovette correre a casa di un vicino per chiamare i vigili del fuoco di Fayetteville. Anche un automobilista sulla strada vicina si accorse delle fiamme e tentò di telefonare aiuto da una taverna vicina, ma nessuno dei due ebbe successo, o perché non riuscirono a raggiungere l'operatore o perché il telefono risultò rotto. Il vicino e l'automobilista riuscirono poi a contattare i vigili del fuoco da un telefono situato in città.
George, pur essendo scalzo, tentò di arrampicarsi sul muro esterno della casa e ruppe una finestra, tagliandosi un braccio. Lui e i suoi figli maggiori volevano usare una scala esterna per raggiungere la soffitta e salvare i bambini, ma l'oggetto non era appoggiata al solito posto e non si trovava da nessuna parte. Un barile d'acqua che avrebbe potuto essere usato per domare l'incendio era completamente congelato, quindi George cercò di portare fino a casa i camion che usava per la sua attività per usarli per arrampicarsi fino alla finestra della soffitta, ma entrambi i veicoli non si avviarono nonostante avessero funzionato perfettamente il giorno precedente.
I sei Soddersi superstiti non ebbero altra scelta se non guardare la loro casa bruciare fino a crollare nei successivi quarantacinque minuti, ritenendo che i cinque bambini rimasti in soffitta fossero morti nell'incendio. Il corpo dei vigli del fuoco allora era a corto di personale a causa della guerra e si affidava ai singoli pompieri per chiamarsi a vicenda; non rispose alla richiesta di soccorso fino alla tarda mattinata. Il capo dei vigili del fuoco, FJ Morris, il giorno seguente spiegò che l'intervento già lento venne ostacolato ulteriormente dal fatto che non fosse disponibile un pompiere capace di guidare il camion apposito.
All'arrivo, i pompieri (uno dei quali era il fratello di Jennie) non poterono fare altro che constatare la distruzione totale della casa, di cui erano rimaste solo le ceneri. Alle dieci del mattino, Morris informò i Sodder che non erano state trovate ossa come ci si sarebbe aspettato nel caso i cinque bambini mancanti fossero morti nell'incendio della casa. Secondo un altro resoconto, vennero invece ritrovati frammenti di ossa e organi interni, ma si scelse di non dirlo alla famiglia. Inoltre, un resoconto attuato al giorno d'oggi ritiene che il controllo dei vigili del fuoco dell'epoca fu estremamente superficiale. Tuttavia, Morris riteneva che i bambini dispersi fossero effettivamente deceduti nell'incendio e che le fiamme avessero bruciato completamente i loro corpi.

## Eventi successivi
Morris disse a George di lasciare incontaminato il luogo dell'incendio, così che i vigili del fuoco statali potessero condurre un'indagine più approfondita. Tuttavia, dopo quattro giorni, i coniugi Sodder decisero di contravvenire all'ordine per scavare 1,5 metri di terra, con l'intenzione di convertire il posto in un giardino commemorativo per i bambini scomparsi. Il coroner locale convocò un'inchiesta per il giorni successivo, nella quale si stabilì che l'incendio era stato causato da "cablaggio difettoso". Tra i giurati c'era l'uomo che aveva minacciato la casa e i figli di George come ripercussione per la sua opposizione a Mussolini.
Il 30 dicembre furono emessi i certificati di morte dei cinque bambini Sodder. Il giornale locale si contraddisse nello stesso articolo, prima affermando che tutti i corpi erano stati ritrovati, poi riferendo che era stata recuperata solo una parte di un corpo. I funerali si tennero il 2 gennaio 1946; i coniugi Sodder erano troppo addolorati per partecipare, mentre lo fecero i figli superstiti.

## Messa in dubbio del resoconto ufficiale
Qualche tempo dopo, mentre la famiglia Sodder cercava di ricostruire la propria vita, cominciò a nutrire dei dubbi sui resoconti ufficiali dell'incendio; se si fosse trattato di un problema elettrico, la corrente sarebbe dovuta andare via durante le prime fasi dell'incendio, ma le luci di Natale erano rimaste accese. Inoltre, la scala scomparsa che avrebbe potuto aiutarli a raggiungere la soffitta dov'erano i bambini venne ritrovata in fondo a un terrapieno a una ventina di metri dalla casa.
Un riparatore di telefoni disse ai Sodder che la linea telefonica della casa non era stata bruciata nell'incendio come avevano inizialmente pensato, ma che era stata tagliata da qualcuno che, per raggiungerla, si sarebbe dovuto arrampicare per 4,3 metri sul palo e coprire la sessantina di centimetri di distanza da esso. Fu identificato e arrestato un uomo che i vicini avevano visto rubare un paranco dalla proprietà nel periodo in cui ci fu l'incendio; lui ammise il furto e di aver tagliato la linea telefonica pensando che fosse una linea elettrica, ma negò di aver avuto a che fare con l'incendio. Tuttavia, non esiste alcuna registrazione sull'identificazione del sospettato, e non è mai stato spiegato perché avrebbe dovuto tagliare una qualsiasi linea di pubblica utilità della casa dei Sodder durante il furto. Nel 1968 Jennie disse che, se la linea elettrica fosse stata tagliata, nessuno della famiglia sarebbe riuscito a uscire dall'abitazione.
Jennie ebbe difficoltà ad accettare la convinzione di Morris che i corpi dei bambini fossero stati completamente bruciati nell'incendio: molti degli elettrodomestici erano stati trovati in mezzo alla cenere ancora riconoscibili, insieme a frammenti del tetto di lamiera. Jennie confrontò gli effetti dell'incendio con il resoconto di un giornale di un evento simile avvenuto più o meno nello stesso periodo, un incendio domestico che aveva ucciso una famiglia di sette persone, nel quale erano stati trovati i resti di tutte le vittime. Jennie bruciò piccole pile di ossa animali, nessuna delle quali venne consumata completamente. Un dipendente di un crematorio locale da lei contattato le disse che le ossa umane possono resistere anche dopo che i corpi sono stati bruciati a 1.090 °C per due ore, molto più di quanto avrebbe potuto essere l'incendio domestico.
Vennero sollevati dei dubbi anche sul mancato funzionamento dei camion dei Sodder; George riteneva che fossero stati manomessi, forse dallo stesso uomo che aveva rubato il paranco e tagliato la linea telefonica. Tuttavia, uno dei generi di George, nel 2013, disse al Charleston Gazette-Mail di essere giunto a credere che i Sodder avessero potuto ingolfare il motore nel tentativo frettoloso di far partire i veicoli.
Alcuni resoconti suggerivano che la telefonata errata alla casa dei Sodder poco prima dell'incendio potesse essere in qualche modo collegata a esso. Tuttavia, in seguito la polizia riuscì a localizzare la donna che aveva effettuato la chiamata, la quale confermò di aver semplicemente sbagliato numero.

## Sviluppi seguenti
Con l'arrivo della primavera, i Sodder mantennero la promessa di trasformare il sito della vecchia casa in un memoriale per i bambini, piantando dei fiori nel terreno spianato dove si ergeva l'abitazione; Jennie se ne occupò per il resto della vita. Tuttavia, ulteriori sviluppi all'inizio del 1946 rafforzarono la convinzione della famiglia che i bambini commemorati potessero essere in realtà ancora vivi.
Ben presto emersero delle prove che indicavano che l'incendio non fosse iniziato a causa di un guasto elettrico, ma perché appiccato deliberatamente da qualcuno. L'autista di un autobus che era passato per Fayetteville la sera della vigilia di Natale, disse di aver visto delle persone lanciare "palle di fuoco" contro la casa. Pochi mesi dopo, quando la neve si sciolse, Sylvia trovò tra i cespugli l vicino un piccolo oggetto duro e verde scuro simile a una palla di gomma; a George venne in mente il resoconto di Jennie sul fatto che, la notte dell'incendio, avesse sentito qualcosa cadere sul tetto e rotolare e osservò che l'oggetto fosse simile a una granata a mano o a qualche altro dispositivo incendiario usato in combattimento. La famiglia in seguito affermò che, contrariamente a quanto avevano detto i vigili del fuoco, l'incendio doveva essere iniziato dal tetto, anche se non c'era modo di provarlo.
Altri testimoni dissero di aver visto personalmente i bambini Sodder scomparsi: una donna che stava osservando l'incendio dalla strada affermò di averli visti sbirciare da un'auto di passaggio mentre la casa bruciava. Un'altra donna testimoniò di aver servito loro la colazione la mattina seguente in un'area di sosta tra Fayetteville e Charleston e di aver notato la presenza di un'auto targata Florida nel parcheggio.
I Sodder assunsero un investigatore privato di nome CC Tinsley dalla vicina città di Gauley Bridge per farlo indagare sul caso. Tinsey informò la famiglia che l'assicuratore che aveva minacciato George per i suoi pensieri anti mussoliniani era stato nella giuria del coroner che aveva dichiarato che l'incendio fosse stato un incidente. Venne anche a conoscenza di alcune voci che giravano a Fayetteville secondo cui, contrariamente al rapporto consegnato ai Sodder, Morris avesse trovato un cuore che in seguito avrebbe messo in una scatola di metallo e seppellito di nascosto. Morris apparentemente avrebbe confessato ciò a un ministro locale, che a sua volta lo confermò a George. Quest'ultimo e Tinsey affrontarono direttamente Morris al riguardo e lui accettò di mostrare loro la scatola di metallo, che venne dissotterrata e portata a un direttore di pompe funebri locali, il quale disse loro che al suo interno c'era un fegato di manzo fresco che non era mai stato esposto al fuoco.
In seguito, a Fayetteville circolarono altre voci per cui Morris avrebbe ammesso che la scatola contenente il fegato originariamente non provenisse dall'incendio, ma che l'avesse sotterrata nella speranza che i Sodder la trovassero e si convincessero che i bambini scomparsi fossero morti nell'incendio.

## Indagini del 1949
In un'occasione, George vide una foto su una rivista ritraente un gruppo di giovani ballerine di New York City, una delle quali assomigliava alla figlia scomparsa Betty. Guidò fino alla scuola della ragazza, dove le sue ripetute richieste di vedere di persona la ragazza vennero respinte.
George cercò anche di coinvolgere l'FBI sulla presunta indagine di rapimento. Il direttore dell'FBI J. Edgar Hoover rispose personalmente alle sue lettere, spiegandogli che, sebbene volesse aiutarlo, il caso non riguardava la giurisdizione dell'organizzazione, e che avrebbe potuto fornire assistenza solo nel caso di richiesta da parte della polizia e dei vigili del fuoco di Fayetteville, i quali rifiutavano di farlo.
Nell'agosto del 1949, George riuscì a convincere Oscar Hunter, un patologo di Washington, a supervisionare una nuova ricerca nel terreno dove si ergeva la casa. Un esame molto approfondito portò al ritrovamento di alcuni oggetti, tra cui un dizionario appartenuto ai bambini e alcune monete. Furono dissotterrati piccoli frammenti ossei che risultarono essere vertebre umane. I resti umani vennero inviati a Marshall T. Newman, uno specialista presso lo Smithsonian Institution, che confermò si trattassero di vertebre lombari appartenenti alla stessa persona, che doveva avere tra i sedici ai ventidue anni. Ciò escludeva quindi la loro appartenenza a uno dei bambini scomparsi, dal momento che il più grande, Maurice, aveva quattordici anni al momento dell'incendio, nonostante la possibilità che lo sviluppo della vertebra ritrovata potesse effettivamente corrispondere a quella di un ragazzo della sua età. Comunque, Newton disse che i frammenti ossei non mostravano segni di esposizione alle fiamme e concordò la stranezza del fatto che solo quelle ossa fossero state trovate, in quanto un incendio di quella tipologia e di quella breve durata avrebbe dovuto lasciare i resti scheletrici di tutti e cinque i bambini.  Il rapporto concluse che le vertebre probabilmente venivano dalla terra che George aveva usato per spianare il sito. In seguito, pare che Tinsley confermò che i frammenti ossei provenissero da un cimitero nella vicina Mount Hope, ma non riuscì a dare una spiegazione su come fossero stati prelevati da lì e portati sul luogo dell'incendio. Lo Smithsonian restituì i frammenti ossei a George nel settembre 1949, secondo i suoi registri; la loro posizione attuale è sconosciuta.
L'indagine e la sua conclusione attirarono l'attenzione nazionale e la legislatura della Virginia Occidentale tenne due udienze sul caso nel 1950. Tuttavia, successivamente, il governatore Okey L. Patteson e il sovrintendente della polizia statale WE Burchett dissero ai Sodder che "non c'era speranza" che il caso venisse risolto e lo chiusero a livello statale. L'FBI esaminò il caso come possibile rapimento interstatale, ma lo abbandonò dopo due anni di ricerche infruttuose.

## Investigazioni della famiglia
Nonostante le autorità avessero deciso di chiudere ufficialmente il caso, i Sodder mantennero la speranza della possibile sopravvivenza dei figli; fecero stampare volantini con le foto dei cinque bambini, offrendo una ricompensa di 5.000 dollari (successivamente raddoppiata) per qualunque informazione che avesse potuto risolvere il caso di almeno uno degli scomparsi. Nel 1952, i Sodder affissero un cartellone pubblicitario sul sito della casa e un altro lungo la strada vicino ad Ansted, con sopra segnate le stesse informazioni. Col tempo, il cartellone sarebbe diventato un punto di riferimento per le auto di passaggio dirette a Fayetteville.
Fu segnalato un altro presunto avvistamento dei bambini scomparsi: Ida Crutchfield, la gestrice di un hotel a Charleston, nel West Virginia, affermò di aver visto i cinque Sodder circa una settimana dopo l'incendio. Sarebbero arrivati in hotel verso mezzanotte, con due uomini e due donne che sembravano "di origine italiana". Quando Ida avrebbe cercato di parlare con uno dei bambini, uno degli uomini la guardò in modo ostile, disse qualcosa in italiano ai compagni e subito il gruppo si mise a ignorarla. Se ne sarebbero andati tutti la mattina presto successiva. Gli investigatori hanno sempre ritenuto questa storia non credibile, dal momento che Ida vide per la prima volta le foto dei bambini solo due anni dopo l'incendio, cinque anni prima di farsi avanti.
George seguì personalmente le piste, recandosi nelle zone da cui provenivano le soffiate. Una donna di St. Louis affermò che Martha era tenuta prigioniera in un convento della zona. Un avventore di un bar in Texas affermò di aver sentito altre due persone fare dichiarazioni incriminanti su un incendio che era accaduto la vigilia di Natale in West Virginia alcuni anni prima, ma nessuna di queste piste si rivelò significativa. Quando George venne a sapere in seguito che un parente di Jennie in Florida aveva dei figli che gli somigliavano, il parente dovette provare che i bambini erano suoi.
Nel 1967, una donna di Huston scrisse alla famiglia Sodder dicendole che Louis si sarebbe rivelato a lei dopo aver bevuto troppo una sera e che probabilmente lui e Maurice vivevano da qualche parte in Texas. George si diresse a Huston con il suo genero, Grover Paxton, ma non riuscirono a parlare con la presunta testimone. La polizia locale li aiutò a rintracciare i due uomini indicati dalla donna come Louis e Maurice, ma loro negarono di essere i figli scomparsi. Paxton disse anni dopo che George avrebbe passato il resto della vita tormentato dai dubbi sulla possibile vera identità dei due uomini.
Nello stesso anno, i Sodder ricevettero quella che ritennero la prova più credibile sulla sopravvivenza di almeno uno dei figli scomparsi. Un giorno, Jennie trovò nella posta una lettera timbrata a Central City senza mittente e indirizzata a lei. All'interno c'era la foto di un uomo di circa trent'anni il cui aspetto somigliava a quello di Luis, che avrebbe avuto quell'età se non fosse morto nell'incendio. Sul retro c'era scritto "Luigi Sodder. I love brother Frankie. Ilil boys. A90132 or 35.". La famiglia assunse un altro investigatore privato che andasse a Central City per verificare la missiva, ma l'uomo fece perdere le sue traccia ai Sodder senza prima fare loro rapporto. La foto diede comunque loro speranza; la aggiunsero al cartellone pubblicitario, senza però diffonderla eccessivamente nel timore che potesse succedere qualcosa a Luis, e ne misero una copia ingrandita appesa sopra il camino.
Alla fine del 1968, George ammise al Charleston Gazette-Mail la frustrazione per la mancanza di ulteriori formazioni, ma giurò di continuare a battersi per scoprire la verità su quanto fosse successo realmente ai figli.
George morì nel 1969. Jennie e i figli superstiti continuarono a cercare risposte sul destino dei bambini scomparsi a eccezione di John, il quale non parlò mai della notte dell'incendio, se non per dire che i familiari avrebbero dovuto accettare la morte dei bambini e andare avanti con le loro vite. Jennie rimase nella casa di famiglia dopo la morte del marito, eresse una recinzione intorno a essa e aggiunse altre stanze. Indossò il nero per il resto della vita in segno di lutto e si occupò del giardino sul sito dell'abitazione distrutta nell'incendio. Dopo la sua morte nel 1989, la sua famiglia rimosse il cartellone pubblicitario con affisso le foto dei bambini, essendo ormai consumato dalle intemperie.
I figli Sodder superstiti e i rispettivi figli continuarono a pubblicizzare il caso e a indagare su eventuali piste. Loro e i residenti più anziani di Fayetteville teorizzarono che la mafia siciliana potesse aver cercato di estorcere del denaro da George e che i bambini potrebbero essere stati rapiti da qualcuno che sapeva in anticipo dell'incendio doloso e che li avrebbe portati via da casa per tenerli al sicuro, per poi trasferirli in Italia. Si ipotizzò che, se i bambini fossero sopravvissuti in tutti quegli anni e se fossero stati consapevoli che anche i loro genitori e fratelli fossero ancora vivi, forse avrebbero evitato ogni contatto con loro per tenerli lontani dalla malavita.
La più giovane dei fratelli Sodder sopravvissuti all'incendio, Sylvia Sodder Paxton, è stata anche l'ultima a morire, nel 2021. Affermò che il suo primo ricordo fosse quello della notte dell'incendio, quando aveva due anni, e che lei e suo padre spesso restavano svegli fino a tarda notte per parlare dell'accaduto e di quello che potrebbe essere successo ai bambini scomparsi. Sylvia riteneva che i suoi fratelli fossero sopravvissuti e contribuì agli sforzi per trovarli e per pubblicizzare il caso. Sua figlia, nel 2006, disse che l'impegno di Sylvia derivasse da una promessa fatta ai suoi genitori di non far cadere il caso nel dimenticatoio.
Nel 21º secolo, i Sodder hanno aperto un forum online come parte della copertura mediatica del caso. Molte delle persone che hanno esaminato quanto accaduto hanno ritenuto che i cinque bambini fossero effettivamente morti nell'incendio del 1945. George Bragg, uno scrittore locale, che aveva scritto sul caso un libro nel 2012, intitolato West Virginia's Unsolved Murders, teorizza che John stesse dicendo la verità nella sua prima versione della storia, quando disse di aver cercato fisicamente di svegliare i suoi fratelli in soffitta prima di scappare dalla casa, nonostante ammetta che tale conclusione potrebbe non essere corretta, dicendo che "La logica dice che probabilmente [i cinque fratelli Sodder] sono bruciati nell'incendio, ma non puoi sempre basarti sulla logica".
Stacy Horn, che ha realizzato un segmento sul caso per la National Public Radio in occasione del suo 60º anniversario nel 2005, pensa a sua volta che la versione più plausibile sia quella relativa alla morte dei bambini Sodder nell'incendio. In un post postato sul suo blog che include materiale che aveva dovuto tagliare nel segmento per questioni di tempo, osserva che l'incendio aveva bruciato per tutta la notte dopo il crollo della casa e che le due ore impegnate dalle autorità non dovevano essere state sufficienti per cercare accuratamente nella cenere. Inoltre, anche se lo fosse stato, i pompieri potrebbero non aver saputo cosa cercare. Nonostante ciò, Horn riconosce le stranezze che circondano l'evento e afferma che, se un giorno si dovesse scoprire che i bambini sono sopravvissuti, non ne rimarrebbe scioccata.
Nel 2022, History Channel ha trasmesso un episodio dedicato al caso in History's Greatest Mysteries.